# Зейдлардервен
Зейдлардервен (нід. Zuidlaarderveen) — село в нідерландській провінції Дренте. Входить до муніципалітету Тінарло.
Його площа становить 6,07 км², а населення станом на 2021 рік складало 320 осіб.